# St. Sebastian (Siegertshofen)

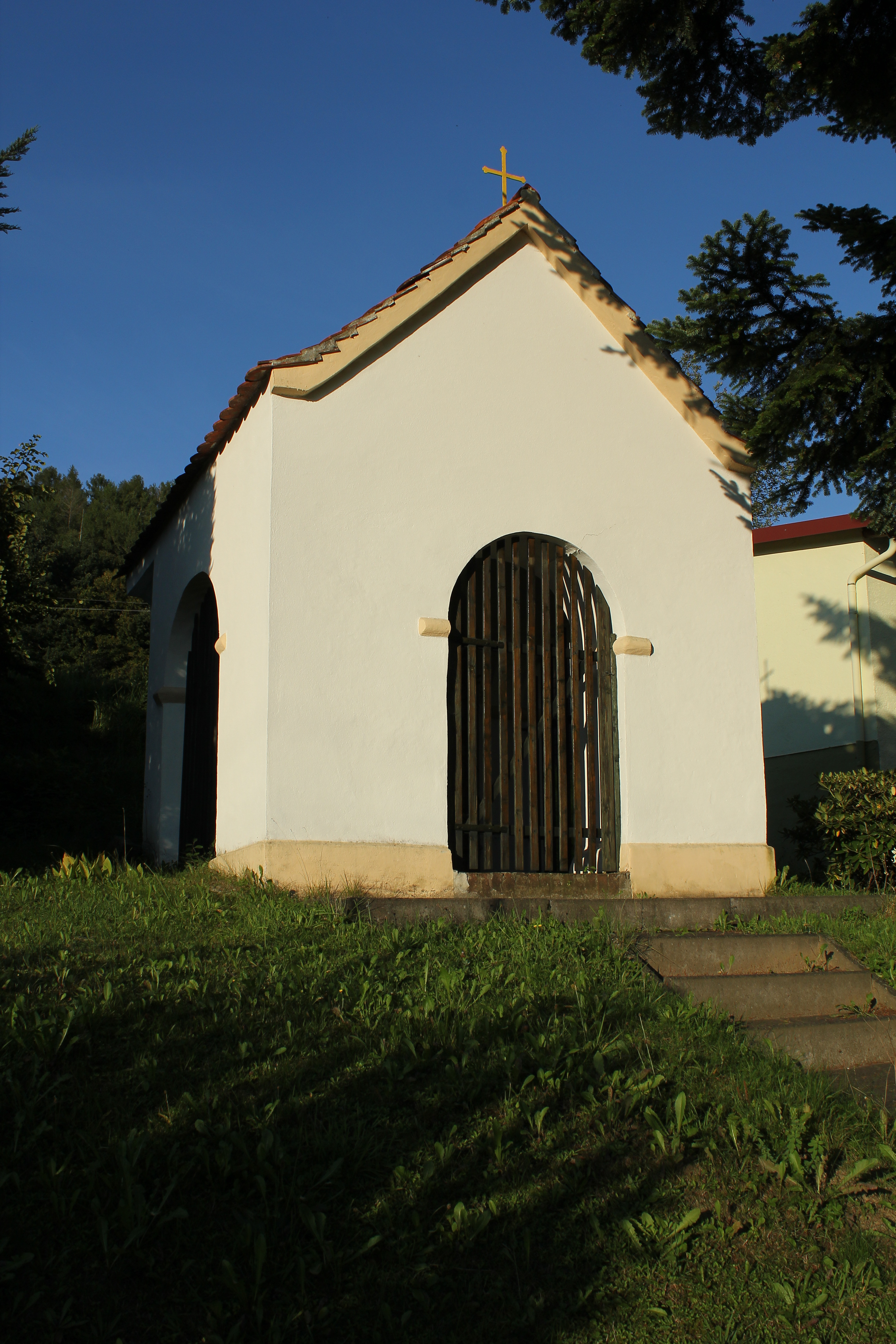
St. Sebastian in Siegertshofen

Die römisch-katholische Kapelle St. Sebastian steht in Siegertshofen, einem Gemeindeteil von Fischach im schwäbischen Landkreis Augsburg von Bayern. Das Bauwerk ist in der Liste der Baudenkmäler in Fischach als Baudenkmal unter der Nr. D-7-72-141-16 eingetragen.

## Beschreibung
Die 1690 errichtete Kapelle besteht aus einem rechteckigen Langhaus, das mit einem Satteldach bedeckt ist. Zur Kirchenausstattung gehört ein Altar aus der Bauzeit, auf dessen Altarretabel der heilige Sebastian dargestellt ist, der Lorenz Luidl zugeschrieben wird.